# Jan Prosnak
Jan Prosnak (ur. 12 lipca 1904 r. w Pabianicach, zm. 11 stycznia 1987 r. Brwinowie) – polski muzykolog.